# Sllovë
Sllovë è una frazione del comune di Dibër in Albania (prefettura di Dibër).
Fino alla riforma amministrativa del 2015 era comune autonomo, dopo la riforma è stato accorpato, insieme agli ex-comuni di Fushë Çidhën, Kala e Dodës, Kastriot, Arras, Luzni, Maqellarë, Melan, Muhurr, Peshkopi, Selishtë, Lurë, Tomin, Zall Dardhë e Zall Reç a costituire la municipalità di Dibër.

## Località
Il comune è formato dall'insieme delle seguenti località:
- Sllove
- Kalle
- Vleshe
- Zall-Kalis
- Dypiake
- Palaman
- Sllatine
- Shumbat
- Venisht
- Troja